# كاظميني بروجردي
آية الله السيد محمد حسين كاظميني بروجردي هو عالم إثنا عشري، من أهل إيران.
ووالده هو آية الله العظمى محمد علي كاظميني بروجردي وهو من اقطاب حركة المهدوية (أي القائلين بأن الحكم الإسلامي لن يقام الا بظهور المهدي المنتظر).

## اعتقاله
في شهر تموز سنة 2006 م، قام عمال من عمال البلدية بتدمير مقبرة والده بجانب مسجده في جنوب طهران تحت ذريعة توسيع المسجد. واذار هذا غضب أتباع البروجردي وأدت إلى احتجاجات واعتقل بعدها البروجردي واتهمته الدولة بأنه زعم أنه على صلة بالمهدي المنتظر، وهو ادعاء نفاه البروجردي.

## المصدر
- كاظميني بروجردي المصلح الديني المعارض لولاية الفقيه.. لا يحب السياسة - علي نوري زاده - الشرق الأوسط، الثلاثاء 18 رمضان 1427 هـ 10 أكتوبر 2006 العدد 10178